# Burggrabenklamm
Die Burggrabenklamm ist eine Klamm in der Schafberggruppe in der Atterseeregion im Salzburger Salzkammergut.

## Lage und Landschaft
Die Burggrabenklamm, auch nur Burggraben, ist der untere Abschnitt des Burggrabens (auch Burgbach).
Der Klammbach hat seine Zuflüsse insbesondere an der Nord- und Ostseite des Schafbergs, nimmt das Wasser der Magdalenenquelle auf und mündet schließlich in der Burgbachau, im Ortsteil Unterburgau von Sankt Gilgen, auf einer Höhe von 489 m ü. A. in den Attersee an dessen südlichem Ende.
Dabei bricht der Bach zwischen dem nordöstlichen Abbruch des Schafbergs zum Attersee, der Ackerschneid (1119 m ü. A., Gipfel über der Klamm 932 m ü. A.) westlich, und dem Auberg (907 m ü. A.) östlich in einer bis zu 300 Meter tiefen Schlucht durch.
Die Klamm ist als Naturdenkmal ausgewiesen (NDM 65, 5,5628 Hektar, 1960). Sie gehört zum Landschaftsschutzgebiet Schafberg–Salzkammergutseen (LSG 46).

## Geschichte und Erschließung
Die Schlucht wurde schon im 19. Jahrhundert, in der Zeit der Sommerfrische im Salzkammergut, für den Fremdenverkehr erschlossen. Ab 1869 wurde die Burgbachau von der Attersee-Schifffahrt angefahren. Der Einstieg zur Klamm befindet sich beim Gasthof Jagerwirt.
Der Valerie-Weg, der ein Durchsteigen der Klamm weiter bergwärts ermöglicht, wurde bereits im Jahre 1890 durch den k. u. k. Förster Alois Schönherr aus Unterach angelegt und ist Erzherzogin Valerie gewidmet. Über die Magdalenenquelle am oberen Ende der Schlucht erreicht man nach etwa zwei Stunden den Schwarzensee, der schon zu Sankt Wolfgang gehört, oder die unter dem Schafberg gelegene Eisenaueralm, man kann auch über den Lasseralmbach wieder zurück zum See bei Burgau wandern.
Der Klammweg, ursprünglich als reiner Steinsteig in den Fels gemeisselt, führte bis zu einer unpassierbaren Stelle halbwegs in der Schlucht. Am Eingang steht die Statue Maria Klamm (Klamm-Madonna).
Im Jahr 2007 stürzte ein deutscher Urlauber von einer Holzbrücke ab und verletzte sich, worauf der für die Erhaltung des Weges zuständige Bürgermeister von Unterach auf fahrlässige Körperverletzung verklagt wurde. Darauf kam es auch zu einem Streit zwischen der Gemeinde Unterach am Attersee, die den Wanderweg erhält, und der Gemeinde Sankt Gilgen, auf deren Gebiet die Klamm und die beiden Wanderwege liegen. Da keine Einigung erzielt werden konnte, welche Gemeinde für die Erhaltung zuständig ist, wurde der Wanderweg im August 2009 behördlich gesperrt. Besonderes Aufsehen erregt aber, dass der Bürgermeister wie auch sein Amtsvorgänger 2009 in erster Instanz (Bezirksgericht Thalgau) zu Geldstrafen in der Höhe einiger Tausend Euro verurteilt wurden. Das Urteil hätte enorme Auswirkung auf die Erhaltung alpiner Wege im Allgemeinen gehabt. In der Berufung (Landesgericht Salzburg) wurde das Urteil wieder aufgehoben, das Gericht verneinte eine übermäßige persönliche Sorgfaltspflicht des Wegerhalters. Ein gefahrloser Zustand könne im freien Gelände nicht immer erreicht werden und es sei nicht möglich, diese Wege ständig zu kontrollieren, eine gelegentliche Kontrolle durch Gemeindebedienste hatte im Ausmaß des Üblichen stattgefunden. Die dem Berufungssenat vorsitzende Richterin Elisabeth Schmidbauer stellte fest, dass „eine objektive Sorgfaltswidrigkeit nicht vorliegt.“ Außerdem gäbe es insgesamt keine gesetzlichen Normen für die Wartung alpiner Wanderwege. Dieses für ganz Österreich richtungsweisende Grundsatzurteil legte die Eigenverantwortung des Bergwanderers zugrunde, die Bewegung im Gelände erfolgt auch dann auf eigene Gefahr, wenn ein Weg vorhanden ist, der freiwillig von Tourismusorganisationen angelegt ist.
Am Valerie-Weg wurde die Sperre im Sommer 2010 aufgehoben. Der Weg zum Wasserfall blieb bis 2015 jedoch weiterhin behördlich gesperrt, und es wurde eine auch für unerfahrene Ausflügler taugliche und finanzierbare Erschließungsmöglichkeit gesucht.
Ende April 2015 erfolgte die Fertigstellung eines neu angelegten Weges in die Klamm. Von der Ferrary-Kapelle führte ein Wanderweg zu dem nun mit einem Drehkreuz versehenen Klammeingang. Das Herzstück des Projekts war eine metallene Hängebrücke, die über ca. 270 m durch die Klamm führte und nach einer etwa viertel- bis halbstündigen Wanderung an einem sich in einen Kessel stürzenden 18 Meter hohen Wasserfall endete.
Bereits im ersten Winter nach der Errichtung wurde der neue Weg durch Lawinen und Felsstürze schwer beschädigt.
Nachdem der Weg bis 2019 wieder gesperrt war, erfolgte 2020 die Abtragung der Metallkonstruktion.
Eine Möglichkeit, die Klamm zu bestaunen, besteht seither nur noch im Rahmen einer Canyoningtour.

## Galerie

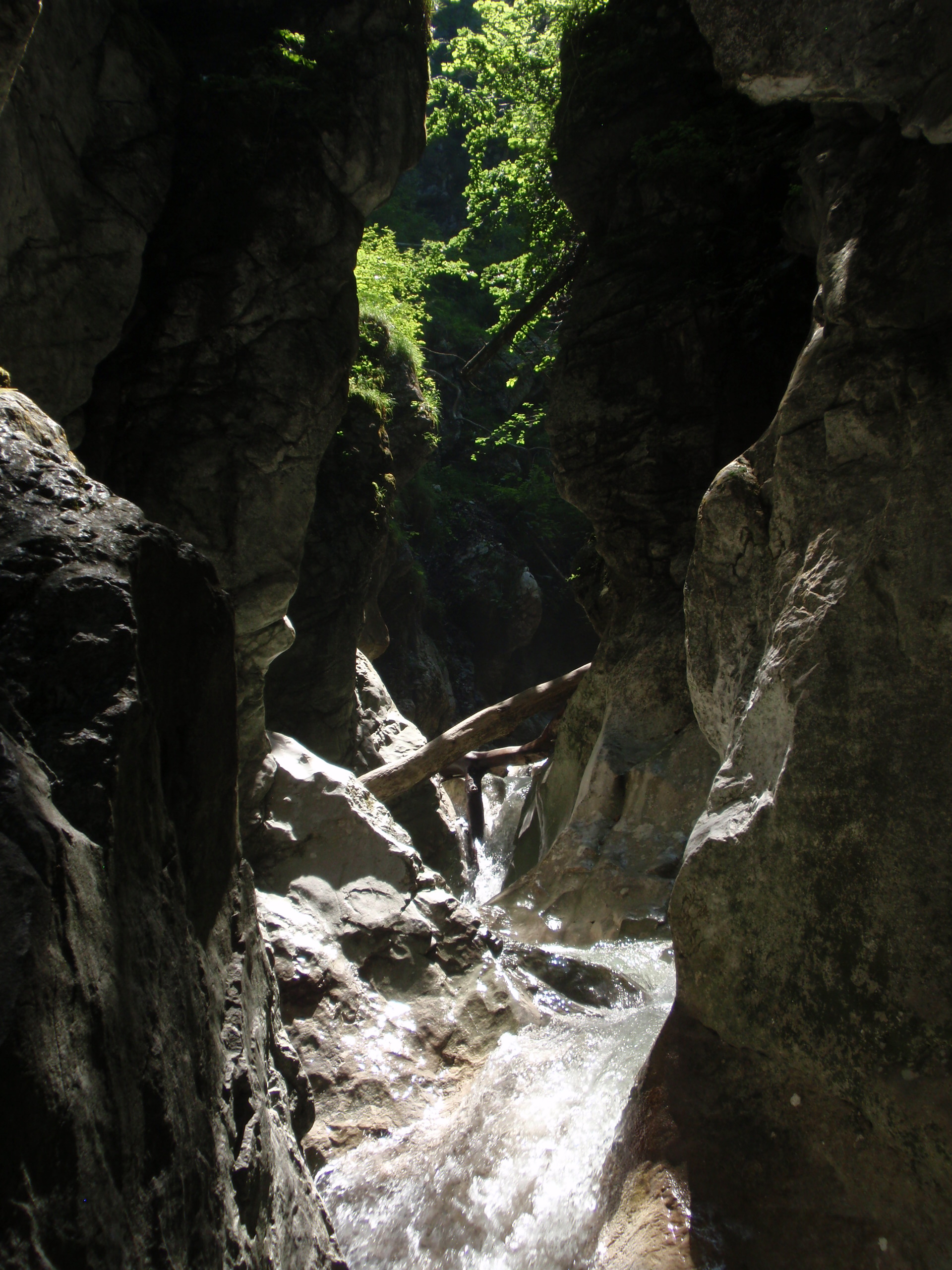
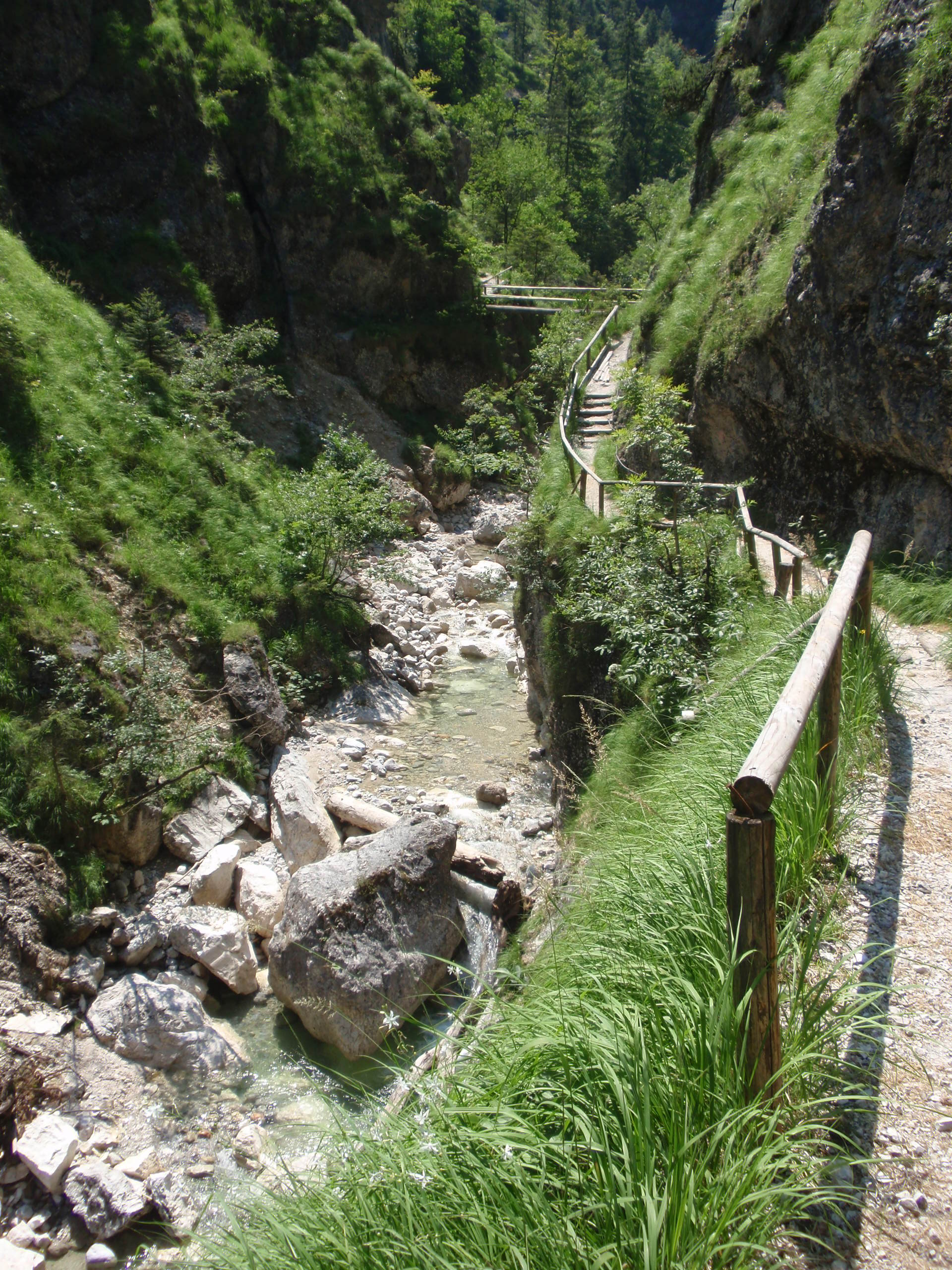
Unterer Steigbereich
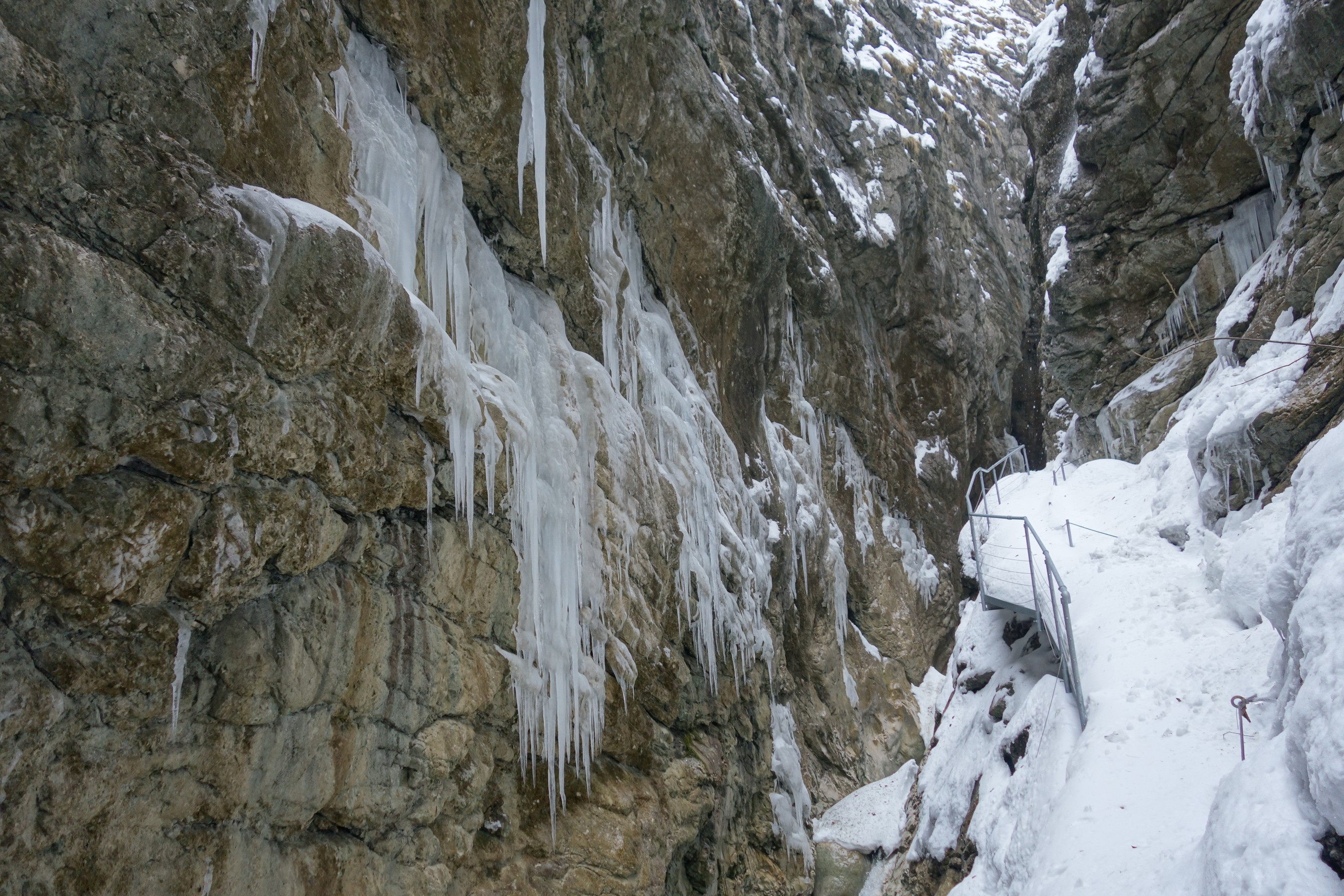
Klamm im Winter
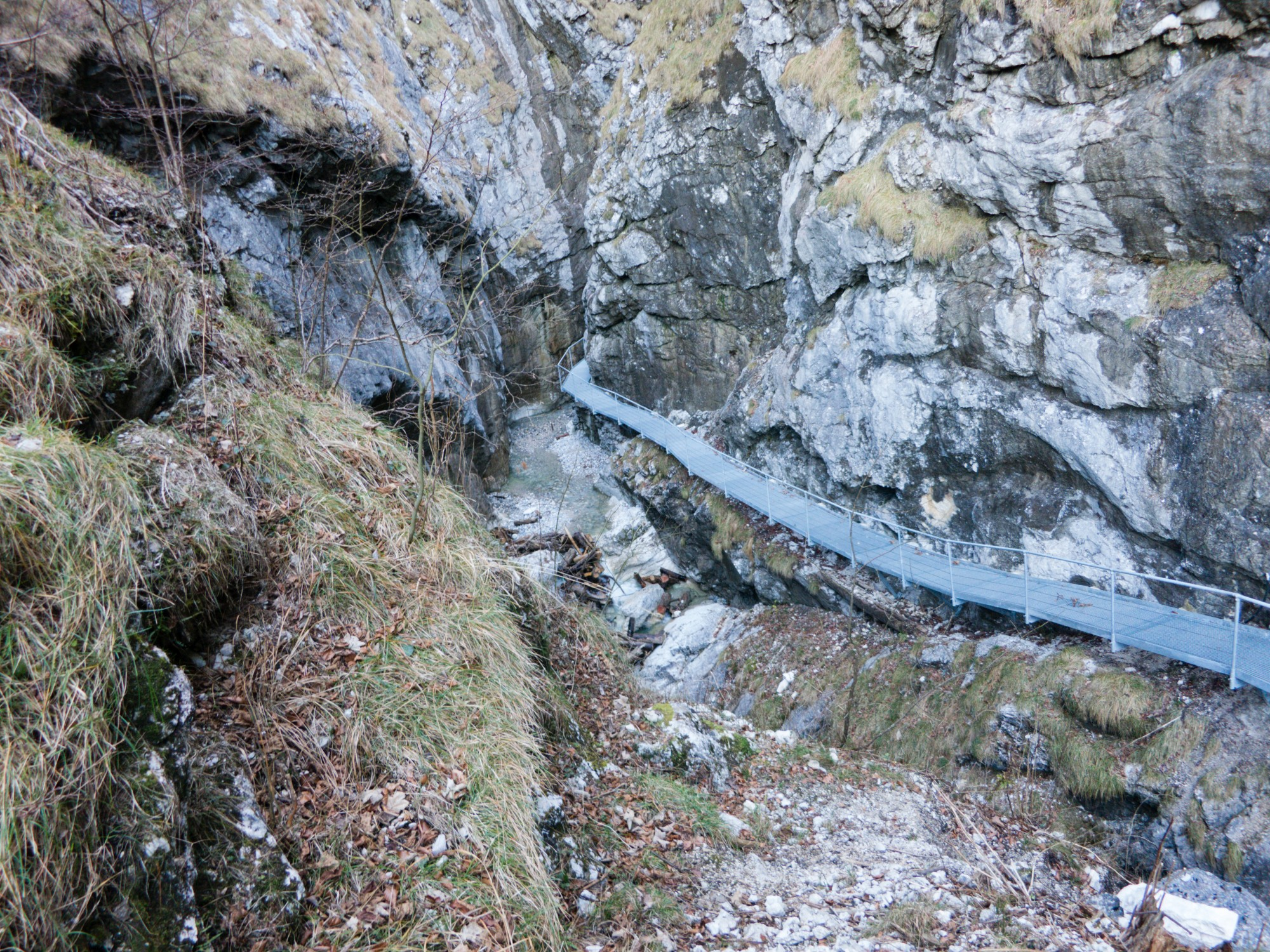
Demontierter Wanderweg von 2015
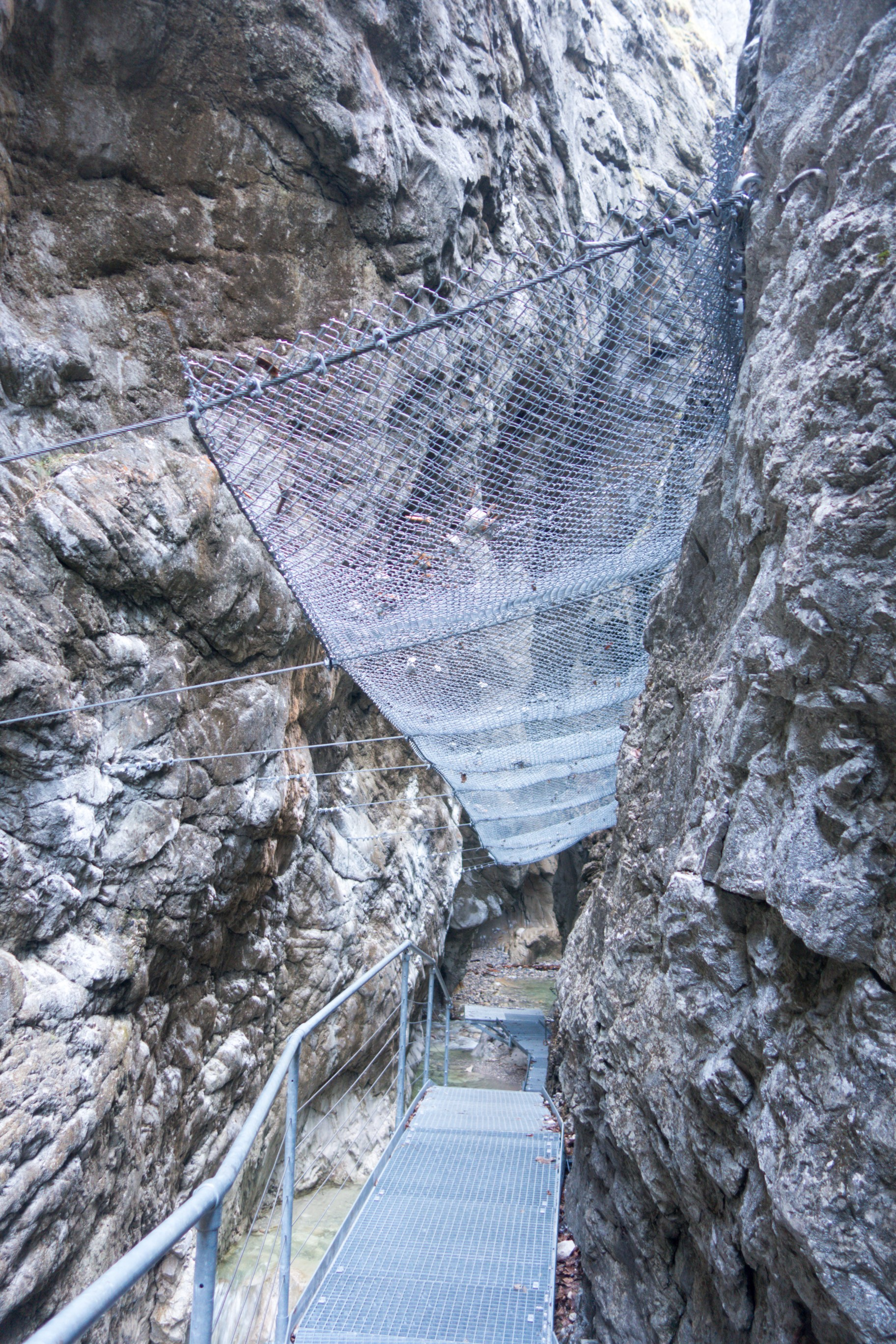
Demontierte Wasserfall-Plattform mit Fangnetz